# Franziska Roth (Journalistin)
Franziska Roth (* 6. September 1983 in München) ist eine deutsche Journalistin.

## Leben
Roth studierte von 2003 bis 2008 Journalistik an der Katholischen Universität Eichstätt-Ingolstadt. Sie schloss das Studium mit dem Diplom ab. Von 2008 bis 2010 absolvierte sie ein journalistisches Volontariat beim Südwestrundfunk. Nach dem Volontariat arbeitete sie als Reporterin vor und hinter der Kamera, in erster Linie für die Sendungen Marktcheck und plusminus. 2014 holte sie der damalige SWR-Intendant Peter Boudgoust als Referentin in die Intendanz. Von 2018 bis 2020 leitete sie die Redaktion „Online und Social Media“ in der Abteilung „Wirtschaft und Umwelt“. 2020 übernahm sie als Nachfolgerin von Thomas Dauser die Leitung der Intendanz des Südwestrundfunks.
Am 1. Oktober 2024 wurde Roth als Nachfolgerin von Fritz Frey Chefredakteurin des Südwestrundfunks. Sie ist damit die erste weibliche Chefredakteurin in der Geschichte des SWR.

## Auszeichnung
- 2012: Willi-Bleicher-Preis gemeinsam mit Sina Rosenkranz in der Kategorie Hörfunk für Falsch vermittelt – Arbeitsagenturen schicken Jobsuchende in die Leiharbeit[6]